# IPhone 8
Los iPhone 8 y iPhone 8 Plus son teléfonos inteligentes de alta gama diseñados, desarrollados y comercializados por Apple Inc. Fueron anunciados el 12 de septiembre de 2017 junto al iPhone X en el Teatro Steve Jobs en el campus del Parque Apple, y salieron a la venta el 22 de septiembre de 2017, como sucesores de los iPhone 7 y iPhone SE.
Además de añadir una parte trasera de cristal, en lo que respecta al diseño, el iPhone 8 y el 8 Plus son muy similares a sus predecesores. Los cambios más notables fueron la inclusión de carga inalámbrica, el procesador A11 Bionic más rápido, cámaras mejoradas.

## Historia
El 31 de agosto de 2017, Apple envió invitaciones para un evento de prensa en el Teatro Steve Jobs en el campus del Parque Apple que tuvo lugar el 12 de septiembre de 2017. El iPhone 8 y iPhone 8 Plus se anunciaron en ese evento, y se pusieron a la venta el 22 de septiembre de 2017.
El 13 de abril de 2018, Apple lanzó una edición especial del iPhone 8 en color rojo. Esta versión está disponible únicamente en capacidades de 64 y 256 GB y forma parte de la iniciativa Product (RED), por lo que parte del dinero recaudado con las ventas de este modelo se destinan a la lucha contra el VIH en el África subsahariana.
El 11 de septiembre de 2019, después de la presentación del iPhone 11, la versión de 256 GB de ambos modelos del iPhone 8 se retiró de la venta, siendo sustituida por una de 128 GB a un menor precio.
Fue descontinuado el día 15 de abril de 2020, debido al lanzamiento del iPhone SE de segunda generación, el cual tiene un diseño similar al del iPhone 8 pero con el chip A13 Bionic y con otras novedades.

## Especificaciones

### Hardware
Los iPhones 8 y 8 Plus conservan la pantalla Retina HD que se encuentra en el iPhone 7, pero añaden la tecnología True Tone, lo que permite ajustes de pantalla automáticos basados en la iluminación ambiental. Pueden reproducir contenido HDR10 y Dolby Vision a pesar de no tener una pantalla HDR lista, convirtiendo el contenido HDR en adecuado para la pantalla y al mismo tiempo mejorando el rango dinámico, el contraste y la gama de colores.
El iPhone 8 cuenta con una cámara de 12 MP con enfoque automático, apertura f/1.8 y estabilización óptica de imagen capaz de capturar video 4K a 24, 30 o 60 fotogramas por segundo, o vídeo a 1080p y 30, 60, 120 o 240 fotogramas por segundo. El iPhone 8 Plus actualiza la cámara principal para una lente gran angular con un zum digital de hasta diez aumentos o zum óptico de dos aumentos, y tiene una segunda lente de teleobjetivo similar a la del iPhone 7 Plus, pero con una mejor profundidad de campo y efectos de iluminación en modo vertical. Ambos modelos tienen una cámara frontal de 7 Mpx con una apertura ƒ/2.2 capaz de capturar video 1080p a 30 fotogramas por segundo y video de 720p a 240 fotogramas por segundo, junto con detección de rostros y rango dinámico alto.
Los iPhone 8 y 8 Plus contienen el A11 Bionic de Apple, un procesador de seis núcleos que cuenta con dos núcleos para rendimiento que son un 25 % más rápidos que el procesador A10 Fusion de la generación anterior de iPhones, y cuatro núcleos para eficiencia que son un 70 % más rápidos que el anterior. Los teléfonos también cuentan con una unidad de procesamiento gráfico (GPU) de tres núcleos diseñada por Apple, que es un 30 % más rápida que la incluida en el SoC A10 Fusion Del iPhone 7. Los teléfonos mantienen el Touch ID de segunda generación que se implementó en el iPhone 6s. Ambos modelos coexisten con opciones de almacenamiento de 64, 128 y 256 GB; y se ofrecen en opciones de color plateado, dorado, gris espacial y rojo.

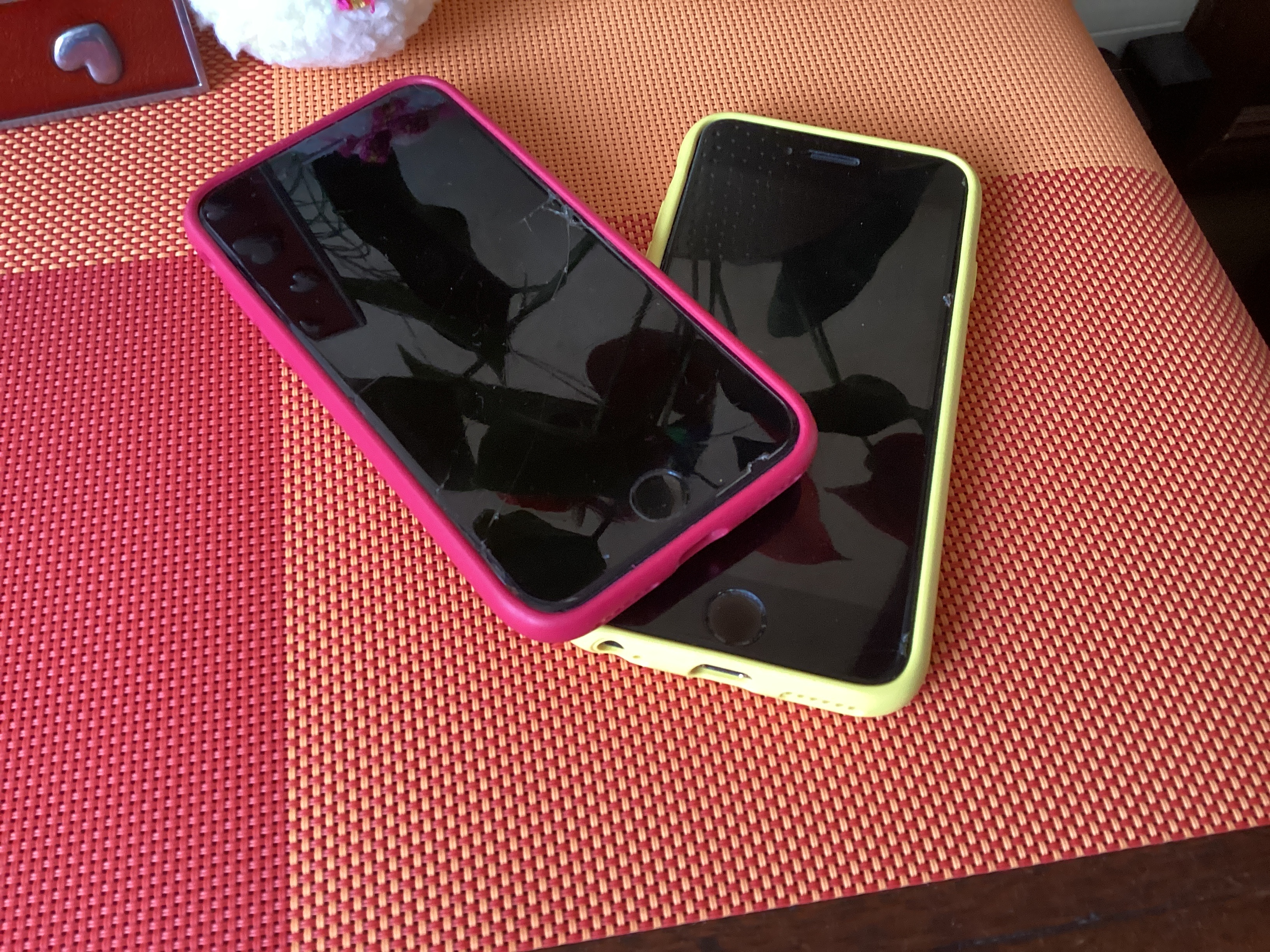
iPhone 8 Encima del iPhone 6S

Los teléfonos tienen respaldo de vidrio en lugar de la carcasa de aluminio completa que se encuentra en los modelos anteriores, lo que permite el uso de la carga inalámbrica estándar Qi. Los teléfonos poseen una clasificación IP67 para resistencia al agua.

### Software
El iPhone 8 y el iPhone 8 Plus fueron lanzados con el sistema operativo iOS 11. En septiembre de 2021 recibió la actualización de iOS 15, y será asimismo compatible con la versión 16 de este sistema operativo.

## Recepción
Chris Velazco del blog tecnológico Engadget elogió la velocidad del procesador A11, la calidad de construcción y la cámara, la cual consideró como excelente, al tiempo que criticaba las similitudes de diseño con las generaciones anteriores de iPhone y los niveles de protección del agua más reducidos respecto a sus competidores.
John McCann de TechRadar elogió la sensación del vidrio a pesar de criticar el diseño general del teléfono. McCann también destacó la cámara y la adición de la carga inalámbrica.
Nilay Patel de The Verge llamó al iPhone 8 la "opción predeterminada", señalando que los iPhone 8 y 8 Plus quedaron en un segundo plano respecto al iPhone X. 
Sin embargo, elogió el factor de forma del dispositivo por ser fácil de sostener y no deslizarse, así como por la adición de la tecnología True Tone en la pantalla. Criticó la velocidad de carga a través de las almohadillas inalámbricas, así como el precio de la variante superior de iPhone 8 Plus.
David Pierce de Wired también dijo que los modelos iPhone 8 y 8 Plus fueron eclipsados por la presentación del iPhone X, a pesar de llamarlos "teléfonos virtualmente perfectos". Pierce elogió el rendimiento, las cámaras y las pantallas, mientras criticaba repetidamente el diseño "desactualizado" de los teléfonos inteligentes.
Samuel Axon de Ars Technica llamó al procesador A11 "una maravillosa hazaña de la ingeniería", escribiendo que ofrece un "rendimiento líder en la industria". Axon también elogió las cámaras y escribió que "los colores son geniales y el rendimiento con poca luz es muy bueno para un teléfono inteligente".
Los iPhone 8 y 8 Plus también fueron criticados por su durabilidad, ya que las pruebas de caída realizadas demostraron que el vidrio trasero no es "el vidrio más duradero que existe en un teléfono inteligente", como afirmó Apple. La compañía de pruebas de cámara DxOMark le dio a la cámara del iPhone 8 una calificación de 90 y al iPhone 8 Plus una calificación de 100, dándoles el título de las mejores cámaras de teléfonos inteligentes probadas por la empresa DxOMark en su fecha de lanzamiento.

## Ventas
Según indican los datos de CIRP, el iPhone 8 se ha agenciado el 44  % de las ventas en el ecosistema de Apple, convirtiéndose en el teléfono más vendido de Apple.[cita requerida]